# Дуално пространство
В математиката дуално пространство се нарича множеството от функционали на линейното пространство V. Обикновено се бележи с V'.
Дуалните векторни пространства намират приложение в много клонове на математиката, които използват векторни пространства, като например тензорния анализ с крайни векторни пространства. Когато се приложат към векторни пространства на функции (които обикновено са с безкрайна размерност), дуалните пространства се използват за описване на математически мерки, разпределения и Хилбертови пространства. Следователно, дуалните пространства са важно понятие във функционалния анализ.

## Формална дефиниция
Нека V е крайномерно линейно пространство, дефинирано над полето F. С V' означаваме множеството от линейни изображения от V във F и го наричаме дуално пространство.